# 探シタラTV
『探シタラTV』（さがシタラTV）は、テレビ朝日で放送されていたバラエティ番組。設楽統（バナナマン）の冠番組。

## 概要
バナナマンの設楽統が色んな人やモノを“探す”番組。2020年4月3日開始。9月26日に最終回。10月から『バラバラ大作戦』枠で後継番組『シタランドTV』がスタートする。

## 出演者
MC
- 設楽統（バナナマン）

ナレーション
- ホラン千秋

## 放送リスト
| #  | 放送日        | 放送内容                                              | ゲスト                                                               | スター候補ゲスト | 備考                              |
| -- | ------------- | ----------------------------------------------------- | -------------------------------------------------------------------- | --- | --------------------------------- |
| 1  | 2020年 4月3日 | 新たなリアクションスターを探シタラ                    | 劇団ひとり                                                           | 津田篤宏（ダイアン） 丸山桂里奈 奥村うどん（スタンダップコーギー） |                                   |
| 2  | 4月10日       | 新たなリアクションスターを探シタラ                    | 劇団ひとり                                                           | 津田篤宏（ダイアン） 丸山桂里奈 奥村うどん（スタンダップコーギー） |                                   |
| 3  | 4月17日       | #1（2020年4月3日放送分）の再放送                      | #1（2020年4月3日放送分）の再放送                                     | #1（2020年4月3日放送分）の再放送 | #1（2020年4月3日放送分）の再放送  |
| 4  | 4月24日       | #2（2020年4月10日放送分）の再放送                     | #2（2020年4月10日放送分）の再放送                                    | #2（2020年4月10日放送分）の再放送 | #2（2020年4月10日放送分）の再放送 |
| 5  | 5月8日        | “新たな罰ゲーム”を探シタラ                            | 吉村崇（平成ノブシコブシ）                                           | 西村瑞樹（バイきんぐ） 西野未姫 ワタリ119 奥村うどん（スタンダップコーギー） 中村愛 |                                   |
| 6  | 5月15日       | “新たな罰ゲーム”を探シタラ                            | 吉村崇（平成ノブシコブシ）                                           | 酒井尚（ザ・マミィ） 村重杏奈（HKT48） 丸山桂里奈 石本しょーき（ペッパーボーイズ） 土佐卓也（土佐兄弟） のせいんこーす（グリーンバンバン） 橋山メイデン ダーヨシ 野田クリスタル（マヂカルラブリー） 西村瑞樹（バイきんぐ） |                                   |
| 7  | 5月22日       | “新たな罰ゲーム”を探シタラ                            | 吉村崇（平成ノブシコブシ）                                           | 奥村うどん（スタンダップコーギー） 丸山桂里奈 磯本五段 バッドナイス常田 新田さちか 高橋大志（プール） 土佐兄弟 わちみなみ 村上愛（Aマッソ） カトゥー 西野未姫 酒井尚（ザ・マミィ） 村重杏奈 石本しょーき（ペッパーボーイズ） のせいんこーす（グリーンバンバン） 橋本メイデン ダーヨシ 西村瑞樹（バイきんぐ） ワタリ119 中村愛 |                                   |
| 8  | 6月5日        | “新たなおバカスター”を探シタラ 〜伝え下手編〜         | 田中卓志（アンガールズ）                                             | いさやま（いいね） 石本しょーき（ペッパーボーイズ） まえだゆう 奥村うどん（スタンダップコーギー） |                                   |
| 9  | 6月12日       | “新たなおバカスター”を探シタラ 〜伝え下手編〜         | 田中卓志（アンガールズ）                                             | いさやま（いいね） 石本しょーき（ペッパーボーイズ） まえだゆう 奥村うどん（スタンダップコーギー） |                                   |
| 10 | 6月19日       | “新たなリアクションスター”を探シタラ ～キョトン顔編〜 | 飯塚悟志（東京03）                                                   | 丸山桂里奈 酒井尚（ザ・マミィ） |                                   |
| 11 | 7月3日        | “新たなリアクションスター”を探シタラ ～キョトン顔編〜 | 飯塚悟志（東京03）                                                   | 丸山桂里奈 酒井尚（ザ・マミィ） 杵渕はな（はなしょー） 高野正成（きしたかの） |                                   |
| 12 | 7月10日       | “新たなリズムネタスター”を探シタラ                    | どぶろっく                                                           | ラニーノーズ 岩橋良昌（プラス・マイナス） コロコロチキチキペッパーズ フースーヤ 篠宮暁（オジンオズボーン） きくりん Aマッソ ほしのディスコ（パーパー） ぶたマンモス メンバー |                                   |
| 13 | 7月17日       | “枷アスレチックスター”を探シタラ                      | -                                                                    | 鈴木拓（ドランクドラゴン） 奥村うどん（スタンダップコーギー） 酒井尚（ザ・マミィ） |                                   |
| 14 | 7月24日       | “枷アスレチックスター”を探シタラ                      | -                                                                    | 鈴木拓（ドランクドラゴン） 奥村うどん（スタンダップコーギー） 酒井尚（ザ・マミィ） |                                   |
| 15 | 8月7日        | “枷スポーツスター”を探シタラ                          | -                                                                    | 西村瑞樹（バイきんぐ） みちお（トム・ブラウン） 杵渕はな（はなしょー） |                                   |
| 16 | 8月14日       | “枷スポーツスター”を探シタラ                          | -                                                                    | 西村瑞樹（バイきんぐ） みちお（トム・ブラウン） 杵渕はな（はなしょー） |                                   |
| 17 | 8月21日       | “新たなオカルトスター”を探シタラ                      | 島田秀平                                                             | 丸山桂里奈 酒井尚（ザ・マミィ） 奥村うどん（スタンダップコーギー） モチダ・ポ・ソフィ（ツヨシっ!） |                                   |
| 18 | 9月4日        | “新たなオカルトスター”を探シタラ                      | 島田秀平                                                             | 丸山桂里奈 酒井尚（ザ・マミィ） 奥村うどん（スタンダップコーギー） モチダ・ポ・ソフィ（ツヨシっ!） |                                   |
| 19 | 9月11日       | ネオ天才を探シタラ                                    | 伊沢拓司                                                             | 鈴木拓（ドランクドラゴン） 奥村うどん（スタンダップコーギー） ともしげ（モグライダー） 坂本隆行（ゴンゴール） |                                   |
| 20 | 9月18日       | ネオ天才を探シタラ                                    | 伊沢拓司                                                             | 鈴木拓（ドランクドラゴン） 奥村うどん（スタンダップコーギー） ともしげ（モグライダー） 坂本隆行（ゴンゴール） | 最終回                            |
| SP | 9月26日       | 事務所対抗! 次世代スターを探シタラ                    | 出川哲朗 飯塚悟志（東京03） 中岡創一（ロッチ） ホラン千秋 山之内すず | 丸山桂里奈 奥村うどん（スタンダップコーギー） 酒井尚（ザ・マミィ） 杵渕はな（はなしょー） | 1時間SP (23:15 - 翌0:15)          |

## スタッフ
- 構成：安部裕之、大井洋一
- TM：福元昭彦
- TD：掛橋翔太
- カメラ：丸山竜一
- VE：中村優介
- VTR：小川博
- 音声：鈴木涼太
- 照明：佐藤瞭
- TK：池田真梨絵
- ヘアメイク：川口カツラ店
- 美術・デザイン：森永牧子
- 美術進行：三木晴加
- 特効：釜田智志
- 編集：横田勇一（ヌーベルアージュ）
- MA：多勢捺映（ヌーベルアージュ）
- 音効：松長芳樹（factory）
- タイトルCG：深澤義輝
- 編成：新谷拓也、馬渕真太郎
- 宣伝：西田沙希
- デスク：河野朋恵
- 美術協力：テレビ朝日クリエイト
- 技術協力：テイクシステムズ
- アシスタントディレクター：荒川慧介、齋藤弘晃
- ディレクター：中嶋亮介、井上洋平、塩澤駿介
- AP：森美沙
- プロデューサー：山内智未、杉原亮一
- 演出・プロデューサー：芦田太郎
- ゼネラルプロデューサー：荒井祥之
- 制作協力：アール
- 制作著作：テレビ朝日

### 過去のスタッフ
- カメラ：石黒康一
- VTR：伊藤和博
- 照明：驛伸之
- 編集：須川浩之（ヌーベルアージュ）
- MA：中野由梨（ヌーベルアージュ）
- イラスト：おかゆ太郎
- 編成：小谷知輝、佐野主紘
- アシスタントディレクター：稲上佳奈